# Rise of the Gargoyles
Rise of the Gargoyles (FR: La fureur des gargouilles, PT: O Despertar dos Gárgulas ) é um filme de televisão 2009 dirigido por Bill Corcoran e produzido para o canal Syfy. É o filme 18 na Série Maneater.
Esse filme de televisão é coproduzido por Estados Unidos, França, Canadá e Romênia.

## Elenco
| Papel           | Ator Original   | Dublagem Brasil |
| --------------- | --------------- | --------------- |
| Jack Randall    | Eric Balfour    | Silvio Giraldi  |
| Nicole Ricard   | Caroline Néron  |                 |
| Walsh           | Justin Salinger |                 |
| Inspetor Gibert | Ifan Huw Dafydd |                 |
| Pai Gable       | Nick Mancuso    |                 |
| Carol Beckham   | Tanya Clarke    |                 |

### Dublagem Brasil Créditos
- Ano: 2010
- Media: DVD
- Estúdio: Dublavideo
- Diretor: ????